# میتسوبیشی بی۵ام
میتسوبیشی بی۵ام (به انگلیسی: Mitsubishi B5M) یک هواپیمای ساختِ کارخانهٔ میتسوبیشی در کشور ژاپن است. نخستین استفاده‌کنندهٔ این هواپیما نیروی دریایی امپراتوری ژاپن بوده‌است. این هواپیما برای نخستین بار در ۱۹۳۷ میلادی مورد استفاده قرار گرفت.